# Billy Miller
Pour les articles homonymes, voir Miller.
Billy Miller, né William John Miller le 17 septembre 1979 à Tulsa (Oklahoma) et mort le 15 septembre 2023 à Austin (Texas), est un acteur américain.

## Biographie
Billy Miller a grandi à Austin dans le Texas.

## Filmographie

### Séries télévisées
- 2006 : Les Experts : Manhattan : Will Graham (saison 2, épisode 18)
- 2007 - 2008 : La Force du destin : Richie Novak
- 2008 - 2014 : Les Feux de l'amour : Billy "William" Abbott
- 2011 : Justified : James Earl Dean (saison 2, épisode 1)
- 2011 : Ringer : Charlie Young/ John Delario (saison 1)
- 2014 : Suits : Avocats sur mesure : Marcus Specter (saison 4, épisode 16)
- 2014 : American Sniper : Recruteur de Marines
- 2014 - 2019 : General Hospital : Jason Morgan
- 2015 : Les Experts : Officier Robert Dolan
- 2019 - 2023 : Truth Be Told : Le Poison de la vérité : Alex Dunn
- 2022 : NCIS : Enquêtes spéciales : Ezra Moretti

### Téléfilms
- 2012 : Lune de miel tragique (Fatal Honeymoon) : Gabe Watson
- 2015 : Unis par le sang (Bad Blood) : Garret Church

## Nominations & récompenses
- En 2010, Billy Miller remporte le trophée dans la catégorie "Outstanding Supporting Actor in a Drama Series" aux Daytime Emmy Awards pour son rôle de Billy "William" Abbott dans Les Feux de l'amour. Les autres nommés étaient Brian Kerwin (On ne vit qu'une fois), Ricky Paull Goldin (La Force du destin), Bradford Anderson & Jonathan Jackson (Hôpital central).
- En 2011, il est de nouveau nommé dans la catégorie "Outstanding Supporting Actor in a Drama Series" aux Daytime Emmy Awards pour son rôle de Billy "William" Abbott dans Les Feux de l'amour aux côtés de son partenaire Doug Davidson (Les Feux de l'amour), de Brian Kerwin (On ne vit qu'une fois), Jason Thompson & Jonathan Jackson (Hôpital central). C'est ce dernier qui remporte le prix.
- En 2014, il reprend le rôle de Jason Morgan dans le feuilleton General Hospital interprété précédemment par Steve Burton.

## Anecdote
- Billy Miller mesure 1,80 m.